# Łazy (Węgrów)
Pour les articles homonymes, voir Łazy.
Łazy (prononciation : [ˈwazɨ]) est un village de polonais, situé dans la gmina de Łochów de la Powiat de Węgrów et dans la voïvodie de Mazovie dans le centre-est de la Pologne.
Il se situe à environ 8 kilomètres au nord-ouest de Łochów, 33 kilomètres au nord-ouest de Węgrów et à 58 kilomètres au nord-est de Varsovie.
Le village a une population d'environ 290 habitants.